# 西盛
西盛，是台灣新北市新莊區的一個聚落名，位於新莊區的西南部，是「南新莊」人口密度最高的住宅區。範圍以西盛街、民安西路為主。
泉漳先民早年是沿路（今民安西路）開發，清代屬於擺接堡西盛庄，而後劃歸新莊，屬於南新莊，有各種商家，雖無捷運站，卻有十數條公車路線通往臺北市市區、板橋、三重等地，交通非常便利。文教、休閒方面，擁有新北市立圖書館西盛分館、光華國小與民安國小，並有「西盛公園」。
地方信仰節慶並未納入新莊大眾爺廟的文武大眾爺信仰，而是信仰安溪茶農的守護神保儀大夫。舊曆十月十九日有保儀大夫的繞境祭典，俗稱西盛大拜拜。

## 歷史
台灣清治末期至日治前期，西盛地區為一街庄，稱為「西盛庄」，隸屬於擺接堡。
1920年（日治大正九年），該庄改制為「西盛」大字，隸屬於臺北州新莊郡新莊街，大字下設有「西盛」、「桕子林」小字名。戰後新莊街改制為新莊鎮，隸屬於臺北縣，大字亦改制為里。其後新莊鎮先後改制為新莊市、新莊區。由於人口增加，如今西盛地區已細分為多個里。

## 外部連結
- 新莊西盛商圈 （页面存档备份，存于）